# 埃森車展
德国埃森改装车展 （Essen Motor Show），由德国埃森展览有限公司（MESSE ESSEN GmbH）主办，是世界三大改装车展之一，展会主题涉及高级跑车、汽车改装、赛车运动和经典轿车。埃森改装车展每年在11月底、12月初，在埃森展览公司所属的位于德国埃森市Rüttenscheid区域的展馆内举行。